# 1 000 kilomètres de Suzuka 1988
Navigation
Édition précédente Édition suivante
Les 1 000 kilomètres de Suzuka 1988, disputées le 28 août 1988 sur le Circuit de Suzuka, ont été la dix-septième édition de cette épreuve et la cinquième manche du Championnat du Japon de sport-prototypes 1988.

## La course

### Classement de la course
Voici le classement officiel au terme de la course,.
- Les premiers de chaque catégorie du championnat du monde sont signalés par un fond jaune.
- Pour la colonne Pneus, il faut passer le curseur au-dessus du modèle pour connaître le manufacturier de pneumatiques.
- Les voitures ne réussissant pas à parcourir 75% de la distance du gagnant sont non classées (NC).

| Pos  | Classe | no  | Écurie                         | Pilotes                                              | Châssis                             | Pneus | Tours | Temps                 |
| Pos  | Classe | no  | Écurie                         | Pilotes                                              | Moteur                              | Pneus | Tours | Temps                 |
| ---- | ------ | --- | ------------------------------ | ---------------------------------------------------- | ----------------------------------- | ----- | ----- | --------------------- |
| 1    | C      | 27  | FromA Racing                   | Hideki Okada Stanley Dickens                         | Porsche 962C                        | B     | 171   | 6 h 08 min 21 s 517   |
| 1    | C      | 27  | FromA Racing                   | Hideki Okada Stanley Dickens                         | Porsche Type-935 3,0 l Flat-6 Turbo | B     | 171   | 6 h 08 min 21 s 517   |
| 2    | C      | 1   | Advan Alpha Nova               | Kunimitsu Takahashi Kazou Mogi                       | Porsche 962C                        | Y     | 169   | + 2 tours             |
| 2    | C      | 1   | Advan Alpha Nova               | Kunimitsu Takahashi Kazou Mogi                       | Porsche Type-935 3,0 l Flat-6 Turbo | Y     | 169   | + 2 tours             |
| 3    | C      | 32  | Nissan Motorsports             | Masahiro Hasemi Aguri Suzuki                         | Nissan R88C                         | B     | 169   | + 2 tours             |
| 3    | C      | 32  | Nissan Motorsports             | Masahiro Hasemi Aguri Suzuki                         | Nissan VRH30 3,0 l V8 Turbo         | B     | 169   | + 2 tours             |
| 4    | C      | 16  | Leyton House Racing Team       | Naoki Nagasaka Bruno Giacomelli                      | Porsche 962CK6                      | B     | 167   | + 4 tours             |
| 4    | C      | 16  | Leyton House Racing Team       | Naoki Nagasaka Bruno Giacomelli                      | Porsche Type-935 3,0 l Flat-6 Turbo | B     | 167   | + 4 tours             |
| 5    | C      | 37  | Toyota Team Tom's              | Paolo Barilla Hitoshi Ogawa Tiff Needell             | Toyota 88C                          | B     | 167   | + 4 tours             |
| 5    | C      | 37  | Toyota Team Tom's              | Paolo Barilla Hitoshi Ogawa Tiff Needell             | Toyota 3S-GTM 2,1 l I4 Turbo        | B     | 167   | + 4 tours             |
| 6    | C      | 15  | Leyton House Racing Team       | Kaoru Hoshino Masahiko Kageyama                      | Porsche 962C                        | B     | 166   | + 5 tours             |
| 6    | C      | 15  | Leyton House Racing Team       | Kaoru Hoshino Masahiko Kageyama                      | Porsche Type-935 3,0 l Flat-6 Turbo | B     | 166   | + 5 tours             |
| 7    | C      | 25  | Rothmans Porsche Team Schuppan | Eje Elgh Maurizio Sandro Sala                        | Porsche 962C                        | D     | 161   | + 10 tours            |
| 7    | C      | 25  | Rothmans Porsche Team Schuppan | Eje Elgh Maurizio Sandro Sala                        | Porsche Type-935 3,0 l Flat-6 Turbo | D     | 161   | + 10 tours            |
| 8    | A      | 30  | Auto In'nan                    | Seiji Imoto Tadao Yamauchi Masauki Sunada            | Oscar SK85                          | D     | 148   | + 23 tours            |
| 8    | A      | 30  | Auto In'nan                    | Seiji Imoto Tadao Yamauchi Masauki Sunada            | Mazda                               | D     | 148   | + 23 tours            |
| 9    | A      | 21  | Gorou Suzuki                   | Keiichi Mizutani Norizaku Tomiyasu Keiichi Kosaka    | Oscar SK85                          | D     | 147   | + 24 tours            |
| 9    | A      | 21  | Gorou Suzuki                   | Keiichi Mizutani Norizaku Tomiyasu Keiichi Kosaka    | Mazda                               | D     | 147   | + 24 tours            |
| 10   | C      | 230 | Shizumatsu Racing              | Syuuji Fujii Tetsuji Shiratori Kaoru Iida            | Mazda 757                           | D     | 145   | + 26 tours            |
| 10   | C      | 230 | Shizumatsu Racing              | Syuuji Fujii Tetsuji Shiratori Kaoru Iida            | Mazda 13G 13G 2,0 l 3-Rotor         | D     | 145   | + 26 tours            |
| 11   | A      | 67  |                                | Tsuguaki Ogura Yoshiyuki Ogura Hiromi Nishizawa      | Oscar SK85                          | D     | 145   | + 26 tours            |
| 11   | A      | 67  | Mazda                          | Tsuguaki Ogura Yoshiyuki Ogura Hiromi Nishizawa      |                                     | D     | 145   | + 26 tours            |
| 12   | B      | 151 | British Barn Racing Team       | Jiro Yoneyama Hideo Fukuyama Kiyoshi Misaki (en)     | JTK 63C                             | D     | 143   | + 28 tours            |
| 12   | B      | 151 | British Barn Racing Team       | Jiro Yoneyama Hideo Fukuyama Kiyoshi Misaki (en)     | Ford Cosworth DFL 3,3 l V8 Atmo     | D     | 143   | + 28 tours            |
| 13   | C      | 3   | Auto Beaurex Motorsport        | Steven Andskär Andrew Gilbert-Scott                  | Toyota 87C                          | D     | 141   | + 30 tours            |
| 13   | C      | 3   | Auto Beaurex Motorsport        | Steven Andskär Andrew Gilbert-Scott                  | Toyota 3S-GTM 2,1 l I4 Turbo        | D     | 141   | + 30 tours            |
| 14   | A      | 88  |                                | Hajime Ooshiro Souichirou Tanaka                     | West 87S                            | D     | 140   | + 31 tours            |
| 14   | A      | 88  | Mazda                          | Hajime Ooshiro Souichirou Tanaka                     |                                     | D     | 140   | + 31 tours            |
| 15   | C      | 100 | Trust Racing Team              | Vern Schuppan George Fouché                          | Porsche 962C GTi                    | D     | 126   | + 35 tours            |
| 15   | C      | 100 | Trust Racing Team              | Vern Schuppan George Fouché                          | Porsche Type-935 3,0 l Flat-6 Turbo | D     | 126   | + 35 tours            |
| 16   | C      | 36  | Toyota Team Tom's              | Geoff Lees Masanori Sekiya Keiichi Suzuki            | Toyota 88C-V                        | B     | 120   | + 41 tours            |
| 16   | C      | 36  | Toyota Team Tom's              | Geoff Lees Masanori Sekiya Keiichi Suzuki            | Toyota R32V 3,2 l V8 Turbo          | B     | 120   | + 41 tours            |
| DSQ  | A      | 66  |                                | Zenkichi Maruko Kazuki Yamaguchi                     | Oscar SK85                          | Y     | 121   | Drapeau noir          |
| DSQ  | A      | 66  | Mazda                          | Zenkichi Maruko Kazuki Yamaguchi                     |                                     | Y     | 121   | Drapeau noir          |
| Abd. | A      | 7   |                                | Ryuuichi Natsukawa Toshihiko Nogami Jun'ichi Ikura   | West 87S                            | D     | 146   | Transmission          |
| Abd. | A      | 7   | Mazda                          | Ryuuichi Natsukawa Toshihiko Nogami Jun'ichi Ikura   |                                     | D     | 146   | Transmission          |
| Abd. | C      | 85  | Person's Racing Team           | Takao Wada Anders Olofsson Akio Morimoto (ja)        | March 88S                           | Y     | 136   | Sortie de course      |
| Abd. | C      | 85  | Person's Racing Team           | Takao Wada Anders Olofsson Akio Morimoto (ja)        | Nissan VG30ET 3,2 l V6 Turbo        | Y     | 136   | Sortie de course      |
| Abd. | C      | 201 | Mazdaspeed                     | Yoshimi Katayama Yojiro Terada Takashi Yorino        | Mazda 767                           | D     | 127   | Ligne de carburant    |
| Abd. | C      | 201 | Mazdaspeed                     | Yoshimi Katayama Yojiro Terada Takashi Yorino        | Mazda 13J 2,6 l 4-Rotor             | D     | 127   | Ligne de carburant    |
| Abd. | A      | 87  | Yoshifumi Yamazaki             | Yoshifumi Yamazaki Masaki Oohashi Naoto Chikada      | West 87S                            | D     | 100   | Sortie de piste       |
| Abd. | A      | 87  | Yoshifumi Yamazaki             | Yoshifumi Yamazaki Masaki Oohashi Naoto Chikada      | Mazda                               | D     | 100   | Sortie de piste       |
| Abd. | C      | 50  | SARD                           | Syuuroku Sasaki Tsunehisa Asai                       | SARD MC88S                          | D     | 74    | Suspension            |
| Abd. | C      | 50  | SARD                           | Syuuroku Sasaki Tsunehisa Asai                       | Toyota 3S-GTM 2,1 l I4 Turbo        | D     | 74    | Suspension            |
| Abd. | C      | 23  | Nissan Motorsport              | Kazuyoshi Hoshino Kenji Takahashi (de) Toshio Suzuki | Nissan R88C                         | B     | 48    | Boite de vitesses     |
| Abd. | C      | 23  | Nissan Motorsport              | Kazuyoshi Hoshino Kenji Takahashi (de) Toshio Suzuki | Nissan VEJ30 3,0 l V8 Turbo         | B     | 48    | Boite de vitesses     |
| Abd. | A      | 17  | ERC                            | Ryousuke Nozaki Seiichi Sodeyama Masami Miyoshi      | Oscar SK85                          | D     | 22    | Arbre de transmission |
| Abd. | A      | 17  | ERC                            | Ryousuke Nozaki Seiichi Sodeyama Masami Miyoshi      | Mazda                               | D     | 22    | Arbre de transmission |
| Abd. | C      | 55  | Omron Racing Team              | Kenny Acheson Price Cobb                             | Porsche 962C                        | D     | 20    | Différentiel          |
| Abd. | C      | 55  | Omron Racing Team              | Kenny Acheson Price Cobb                             | Porsche Type-935 3,0 l Flat-6 Turbo | D     | 20    | Différentiel          |
| Abd. | A      | 2   |                                | Kouzou Okumura Tomiko Yoshikawa (de)                 | HIRO HRS3                           | B     | 6     | Sortie de course      |
| Abd. | A      | 2   | Mazda                          | Kouzou Okumura Tomiko Yoshikawa (de)                 |                                     | B     | 6     | Sortie de course      |
| Np.  | A      | 6   | West Racing Cars               | Tomokazu Tomimasu Hiroaki Ishii Shigeo Torige        | West 87S                            | D     | -     |                       |
| Np.  | A      | 6   | West Racing Cars               | Tomokazu Tomimasu Hiroaki Ishii Shigeo Torige        | Mazda                               | D     | -     |                       |

## Pole position et record du tour
- Pole position :  Vern Schuppan /  George Fouché (#100 Trust Racing Team) en 1 min 53 s 502
- Meilleur tour en course :  George Fouché (#100 Trust Racing Team) en 2 min 00 s 422

## À noter
- Longueur du circuit : 5,859 km
- Distance parcourue par les vainqueurs : 1 001,963 km